# Mikhaïl Gortchakov
Pour les autres membres de la famille, voir famille Gortchakov.
Le prince Mikhaïl Dmitrievitch Gortchakov (en russe : Михаил Дмитриевич Горчаков ; 1793–1861) est un aristocrate russe qui entra dans la carrière militaire et s'illustra pendant la guerre de Crimée.

## Biographie
Il entra dans l'armée russe en 1807, il participa à la campagne contre la Perse, en 1810, et en 1812–1815 à la guerre contre la France. Pendant la Guerre russo-turque de 1828-1829, il était présent aux sièges de Silistra et de Choumen.

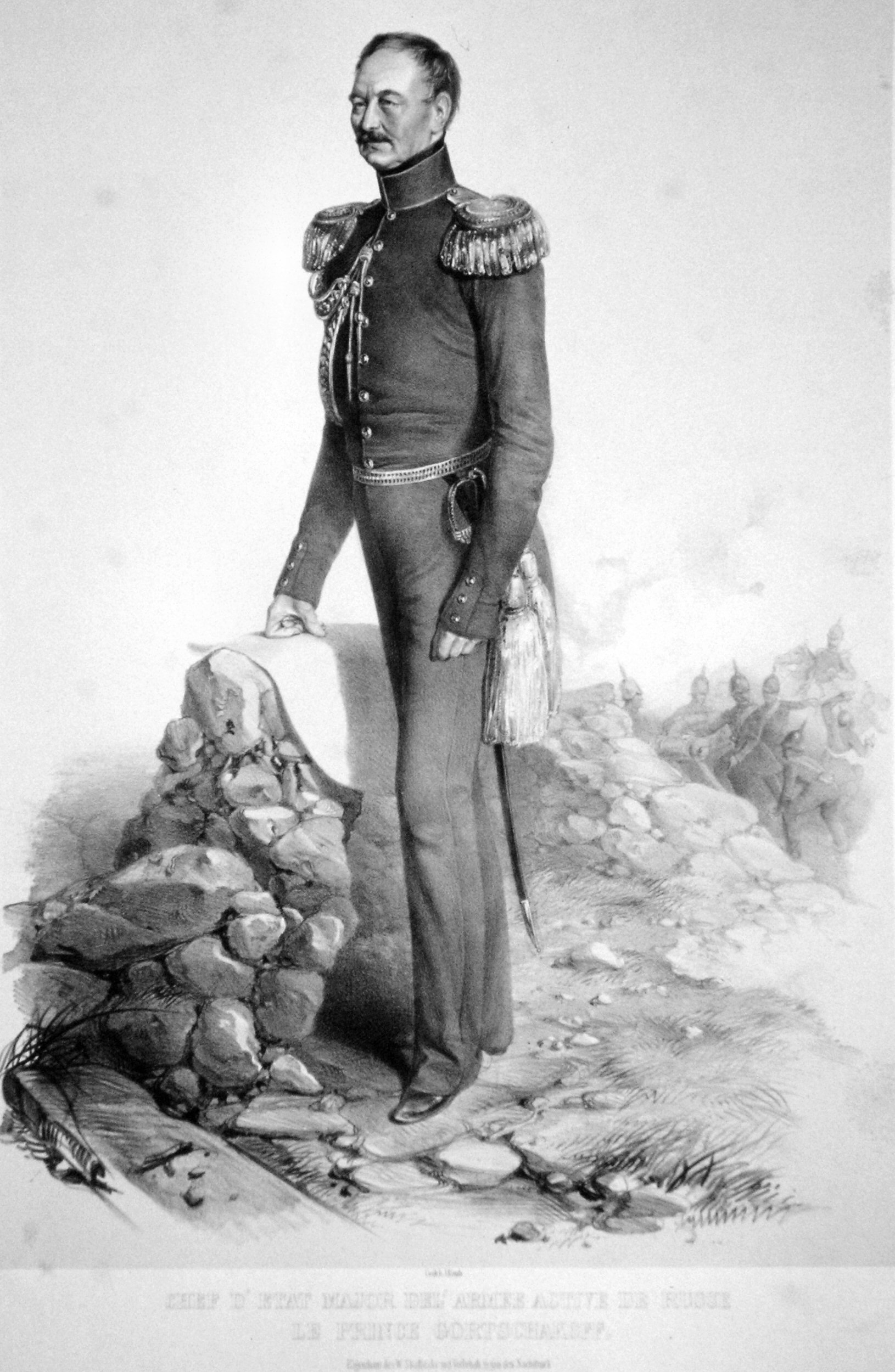
Portrait du prince Gortchakov

Après avoir été promu, en 1830, général de division, il fut présent lors de l'insurrection polonaise, et fut blessé à la bataille de Grochów, le 25 février 1831. Il se distingua également à la bataille d'Ostrołęka et à la prise de Varsovie. Il fut promu lieutenant-général pour services rendus. En 1846, il fut nommé gouverneur militaire de Varsovie. En 1849, il commande l'artillerie russe qui stationne sans combattre en Hongrie, et en 1852 il visita Londres en tant que représentant de l'armée russe aux funérailles du duc de Wellington. À l'époque, il était chef de l'État-major de l'Armée et adjudant-général du tsar.
À la déclaration de guerre de la Russie à la Turquie, en 1853, il fut nommé commandant en chef des troupes qui occupaient la Moldavie et la Valachie. En 1854, il traversa le Danube et assiégea Silistra, mais il fut relevé en avril par le général Ivan Paskevitch, qui, cependant, démissionna le 8 juin, quand Gortchakov récupéra le commandement. En juillet, le siège de Silistra échoua en raison des pressions diplomatiques autrichiennes, et les armées russes se retirèrent de l'autre côté du Danube ; elles ne rentrèrent en Russie qu'en août.
En 1855, Gortchakov fut nommé commandant en chef des forces russes en Crimée, à la place du prince Menchikov tombé en disgrâce. Gortchakov défendit Sébastopol, organisa la retraite dans la partie nord de la ville, et continua de se battre jusqu'au Traité de Paris, mais sans énergie. En 1856, il fut nommé vice-roi et gouverneur général de Pologne en remplacement du prince Paskevitch. Il mourut à Varsovie le 30 mai 1861, et fut enterré, selon ses souhaits, au cimetière militaire de Sébastopol.

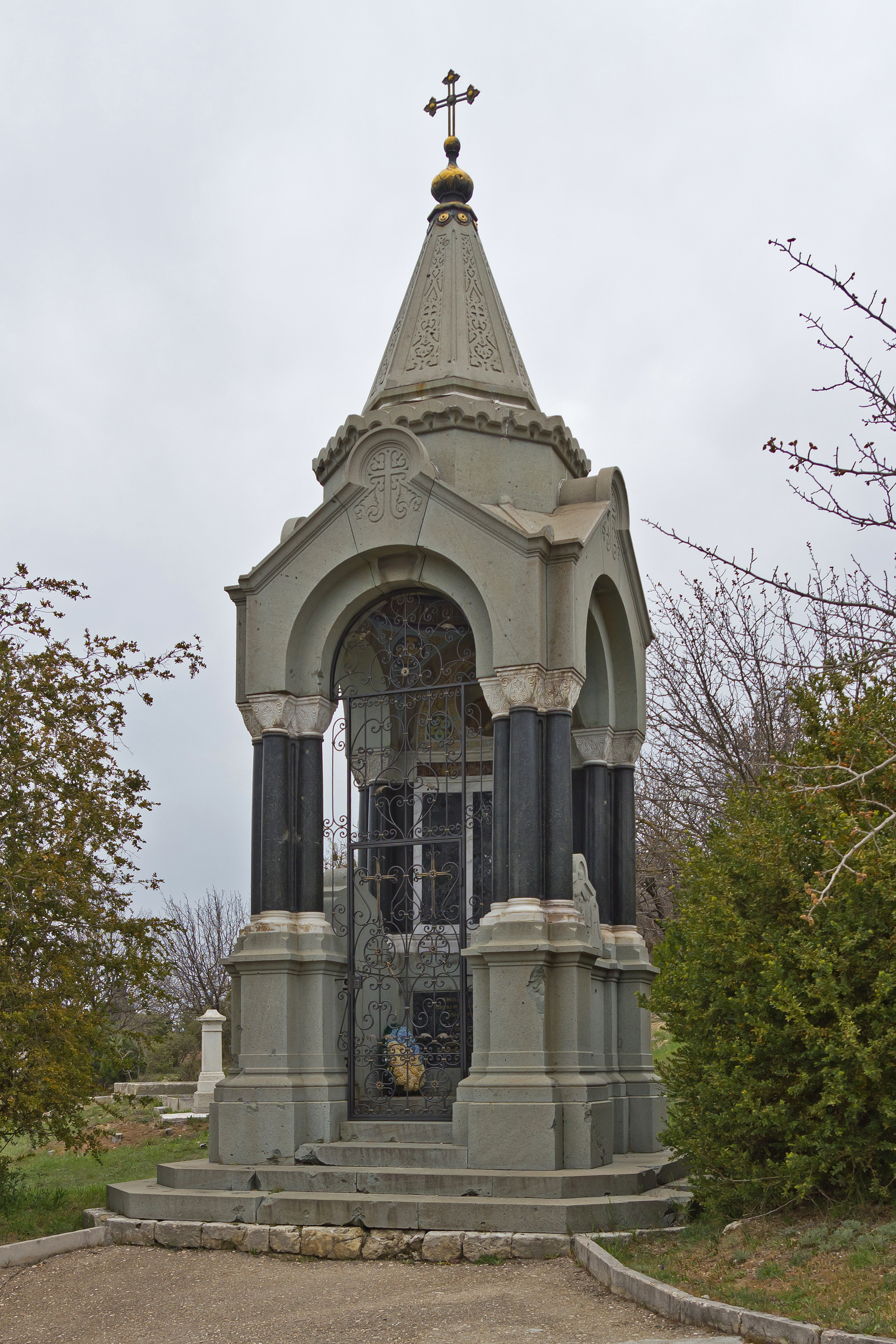
Sépulture du prince Gortchakov.